# Sara Bareilles
Sara Bethy Bareilles (7 de desembre del 1979) és una cantant, pianista i compositora estatunidenca d'origen portuguès que es va donar a conèixer internacionalment el 2008 gràcies al seu èxit Love Song.
Ha venut més d'1 milió de discs i més de 4 milions de senzills als Estats Units i ha estat nominada als Premis Grammy en tres cites. Durant la tercera temporada del programa de la NBC The Sing Off, va ser membre del jurat juntament amb Ben Folds i Shawn Stockman.

## Primers anys i inicis
Sara Bareilles va néixer i es va criar a Eureka, Califòrnia; és la petita de tres filles de Bonnie Halvorsen, una treballadora d'una funerària, i Paul Bareilles, un agent d'assegurances. És catòlica i va participar del cor de la seva escola de secundària, i en locals de teatre musical de la comunitat; el seu gust per la música va començar als 8 anys.
Més tard, va assistir al programa d'Estudis de Comunicació a la Universitat de Califòrnia a Los Angeles, on va ser membre d'un grup a cappella de cant, on va cantar versions de pistes com Gravity i I Want You Back dels The Jackson 5. La seva versió de Gravity va ser inclosa en un CD recopilatori del millor a cappella de la universitat el 2004. També tenia una relació d'amistat amb els components de la banda Maroon 5 quan el grup es coneixia com a Kara's Flowers anys abans de la seva eclosió.
Després de graduar-se a la universitat el 2002, es va dedicar a tocar a bars i clubs a Los Angeles, on va acumular experiència abans d'actuar en llocs més grans. Va llençar dues demos, majoritàrament de cançons en viu l'any 2003: The First One a l'abril i Summer Sessions a l'octubre. El 2004, va aparèixer com a cantant de bar a la pel·lícula independent Girl Play, on va interpretar la cançó Undertow.

## Col·laboracions
La cantant ha col·laborat amb bandes com Weezer a la cançó (If You're Wondering If I Want You To) I Want You To i amb OneRepublic a la cançó Come Home, amb el cantant americà Jon McLaughlin, a Summer is over.
A més ha col·laborat amb altres cantants com Sheryl Crow, Bruce Springsteen, Norah Jones i Elvis Costello.

## Rang vocal i influències
El rang vocal és d'una mezzosoprano, té un abast de 3 octaves i 2 notes que van des d'un C3-E6. sovent es comparada amb artistes com Fiona Apple, Billy Joel, Joni Mitchell i Norah Jones a causa de la seva capacitat vocal, estil musical i l'afegit del piano a la seva música.
Les seves influències són d'artistes com Fiona Apple, Peter Gabriel, Alicia Keys, Sarah McLachlan, Nelly Furtado, Christina Aguilera, Greg Laswell, Billy Joel i Joni Mitchell.

## Discografia
Àlbums d'estudi
- 2004: Careful Confessions
- 2007: Little Voice
- 2010: Kaleidoscope Heart
- 2013: The Blessed Unrest
- 2015: What's Inside: Songs from Waitress

Extended plays
- 2012: Once Upon Another Time

## Televisió
El 10 de juliol de 2020 es va estrenar la sèrie de televisió anomenada Little Voice, amb música de Bareilles i coproduïda amb J. J. Abrams i la guionista i directora Jessie Nelson, destinada exclusivament a la plataforma Apple TV+. Sara Bareilles hi fa un breu cameo en l'episodi 9 de la primera temporada. També ha actuat a la sèrie Girls5eva.

## Premis
| Any  | Premi  | Àlbum         | Categoria                                                | Ref   |
| ---- | ------ | ------------- | -------------------------------------------------------- | ----- |
| 2020 | Grammy | Saint Honesty | Millor interpretació de música tradicional estatunidenca | [ 7 ] |